# Pseudodiacantha zeuxis
Pseudodiacantha zeuxis är en insektsart som först beskrevs av John Obadiah Westwood 1859.  Pseudodiacantha zeuxis ingår i släktet Pseudodiacantha och familjen Diapheromeridae. Inga underarter finns listade i Catalogue of Life.